# Nazionale maschile di beach soccer del Perù
La nazionale di beach soccer del Perù rappresenta il Perù nelle competizioni internazionali di beach soccer.

## Rosa
Aggiornata a luglio 2008
| N. |                 | Ruolo | Calciatore       |
| -- | --------------- | ----- | ---------------- |
|    | Perù (bandiera) | P     | Héctor Hernández |
|    | Perù (bandiera) | D     | Oswaldo Rivas    |
|    | Perù (bandiera) | D     | Camilo Maruy     |
|    | Perù (bandiera) | D     | César León       |
|    | Perù (bandiera) | D     | Alexis Del Pozo  |
|    | Perù (bandiera) | D     | Paul Buchanan    |

| N. |                 | Ruolo | Calciatore     |
| -- | --------------- | ----- | -------------- |
|    | Perù (bandiera) | A     | Carlos Neuhaus |
|    | Perù (bandiera) | A     | Elías Drago    |
|    | Perù (bandiera) | A     | Julio Rivera   |
|    | Perù (bandiera) | A     | Paul Reyes     |
|    | Perù (bandiera) | A     | Ignacio Drago  |
|    | Perù (bandiera) | P     | Javier Soriano |